# Carlton Town FC
Carlton Town FC (celým názvem: Carlton Town Football Club) je anglický fotbalový klub, který sídlí ve vesnici Carlton v nemetropolitním hrabství Nottinghamshire. Založen byl v roce 1904 pod názvem Sneinton FC. Od sezóny 2018/19 hraje v Northern Premier League Division One East (8. nejvyšší soutěž). Klubové barvy jsou modrá a žlutá.
Své domácí zápasy odehrává na stadionu Bill Stokeld Stadium s kapacitou 1 000 diváků.

## Historické názvy
Zdroj: 
- 1904 – Sneinton FC (Sneinton Football Club)
- 2002 – Carlton Town FC (Carlton Town Football Club)

## Získané trofeje
- Nottinghamshire Senior Cup ( 1× )
  - 2012/13

## Úspěchy v domácích pohárech
Zdroj: 
- FA Cup
  - 3. předkolo: 2012/13, 2013/14
- FA Amateur Cup
  - 3. kolo: 1910/11, 1919/20, 1930/31
- FA Trophy
  - 2. předkolo: 2009/10, 2015/16
- FA Vase
  - 3. kolo: 2005/06

## Umístění v jednotlivých sezonách
Stručný přehled
Zdroj: 
- 1991–1993: Notts Alliance (Division One)
- 1993–1995: Notts Alliance (Senior Division)
- 1995–1998: Central Midlands League (Premier Division)
- 1998–2003: Central Midlands League (Supreme Division)
- 2003–2006: Northern Counties East League (Division One)
- 2006–2007: Northern Counties East League (Premier Division)
- 2007–2018: Northern Premier League (Division One South)
- 2018– : Northern Premier League (Division One East)

Jednotlivé ročníky
Zdroj: 
Legenda: Z – zápasy, V – výhry, R – remízy, P – porážky, VG – vstřelené góly, OG – obdržené góly, +/– – rozdíl skóre, B – body, červené podbarvení – sestup, zelené podbarvení – postup, fialové podbarvení – reorganizace, změna skupiny či soutěže
| Sezóny  | Liga                                         | Úroveň | Z  | V  | R  | P  | VG  | OG | +/– | B  | Pozice |
| ------- | -------------------------------------------- | ------ | -- | -- | -- | -- | --- | -- | --- | -- | ------ |
| 2009/10 | Northern Premier League (Division One South) | 8      | 42 | 19 | 9  | 14 | 74  | 68 | +6  | 66 | 9.     |
| 2010/11 | Northern Premier League (Division One South) | 8      | 42 | 21 | 10 | 11 | 88  | 50 | +38 | 73 | 8.     |
| 2011/12 | Northern Premier League (Division One South) | 8      | 42 | 26 | 5  | 11 | 101 | 52 | +49 | 83 | 2.     |
| 2012/13 | Northern Premier League (Division One South) | 8      | 42 | 16 | 8  | 18 | 67  | 68 | –1  | 56 | 12.    |
| 2013/14 | Northern Premier League (Division One South) | 8      | 40 | 15 | 10 | 15 | 58  | 55 | +3  | 55 | 10.    |
| 2014/15 | Northern Premier League (Division One South) | 8      | 42 | 11 | 6  | 25 | 52  | 79 | –27 | 39 | 18.    |
| 2015/16 | Northern Premier League (Division One South) | 8      | 42 | 14 | 5  | 23 | 60  | 72 | –12 | 47 | 18.    |
| 2016/17 | Northern Premier League (Division One South) | 8      | 42 | 10 | 12 | 20 | 48  | 68 | –20 | 42 | 19.    |
| 2017/18 | Northern Premier League (Division One South) | 8      | 42 | 10 | 11 | 21 | 66  | 76 | –10 | 41 | 19.    |
| 2018/19 | Northern Premier League (Division One East)  | 8      | 38 |    |    |    |     |    |     |    |        |